# 清水由松

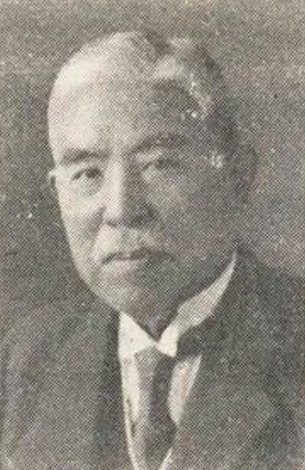
清水由松

清水由松（しみず よしまつ、1865年6月9日（慶応元年5月16日） - 1950年（昭和25年）4月2日）は、日本の教育者。貴族院議員。クリスチャン。

## 来歴・人物
札幌農学校で学び、1888年（明治21年）に茨城師範学校（のちの茨城大学）、1889年（明治22年）から1892年（明治25年）にかけて東京府尋常中学（のちの東京都立日比谷高等学校）にて教鞭を執る。当時の尋中の教え子に阿部信行がおり、主に英語のほか博物学を講じていた。
1895年（明治28年）、東洋英和学校から分離独立して麻布中学校の創設に加わり、以来江原素六に形影相伴うが如くで、地味であったがいわば城代家老のような存在だった。江原素六の死去に伴い、1922年（大正11年）に2代目校長に就任し、府立一中を意識しながらも、江原の生徒と共に寝食をとる指導を受け継ぎ、継承することに傾注した。
籍だけを置いて、一中など府立中学の編入試験を受ける者が多い中、1938年（昭和13年）の入学式では、他の私立中学のように発覚した場合、停学や退学措置をとらないことに言及。江原以来の大らかさと寛容さを合わせたものであり、一方で受験至上主義に対する無言の批判と自らの私学教育に対する自負として語られる。
1929年（昭和4年） - 1932年（昭和7年）にかけて、東洋英和女学院の校舎新築や校地拡張事業を支援するため同校後援会（第一次）発起人の中心となる。
1901年（明治34年）から一時東洋英和女学院校主代理に就き、1933年（昭和8年）10月 - 1934年（昭和9年）と、1936年（昭和11年） - 1950年（昭和25年）4月とにかけて同東洋英和女学院の3代目の校主ないし理事長職にあった。
1937年（昭和12年）、静岡英和女学院初代理事長に就任。
1941年（昭和16年）、藍綬褒章受章。
1942年（昭和17年）、麻布中学名誉校長となり、法政大学教授（民法学・法大野球部長）から細川潤一郎が同学校長に就任。貴族院議員を経て、1950年（昭和25年）に死去。84歳。